# Henry Edwards (entomologiste)
Henry Edwards (27 août 1827 - 9 juin 1891), appelé "Harry", est un acteur de théâtre, écrivain et entomologiste anglais qui est connu en Australie, à San Francisco et New York pour son œuvre théâtrale.

## Biographie
Edwards est attiré par le théâtre très tôt, et il apparait dans des productions en amateurs, à Londres. Après avoir embarqué pour l'Australie, Edwards est apparu en tant que professionnel dans des pièces de Shakespeare et des comédies légères principalement à Melbourne et Sydney. Tout au long de son enfance en Angleterre et de sa carrière d'acteur en Australie, il est fortement intéressés par la collecte des insectes, et le Musée National de Victoria utilise les résultats de son travail sur le terrain en Australie dans le cadre de la création de leur collection.
À San Francisco, Edwards est l'un des membres fondateurs du Bohemian Club, et un rassemblement en l'honneur d'Edwards est à l'origine du traditionnel campement d'été du Club au Bohemian Grove. De plus, Edwards cimente sa réputation comme un acteur proéminent et directeur de théâtre. Après avoir écrit une série d'études influentes sur la Côte Pacifique, les papillons et les mites, il est élu membre à vie de l'Académie des Sciences de Californie. Reparti sur la Côte Est, Edwards passe une courte période au théâtre de Boston. Cela conduit à une connexion au Wallack's Theatre et à une plus grande renommée dans la Ville de New York. Là bas, Edwards édite trois volumes de la revue Papilio et publie un important travail sur la vie du papillon. Sa grande collection de spécimens d'insectes sert de fondation aux études des papillons et mites du Muséum américain d'histoire naturelle.
Les études approfondies et les observations d'insectes menées par Edwards l'ont conduit à entrer en contact avec des spécimens encore non classés. Lorsqu'il découvrait des insectes jusqu'alors inconnus, il leur attribuait des noms, ce qui a donné naissance à un certain nombre d'espèces de papillons, de mites et de scarabées portant l'attribution "Hy. Edw." (pour Henry Edwards). En puisant dans son vif intérêt pour l'entomologie, Henry Edwards a transcendé sa passion en la reliant à une appréciation profonde de l'œuvre de Shakespeare. Dans ses recherches, en désignant de nouvelles espèces d'insectes, il a fait preuve d'une créativité singulière en attribuant des noms de personnages féminins tirés des pièces de Shakespeare.